# Давыд Мстиславич
Давы́д Мстисла́вич (умер в 1226) — торопецкий князь (1209—1226), сын Мстислава Храброго. Занял торопецкий престол с переходом брата Мстислава в Новгород, а брата Владимира — во Псков. В начале 1212 года участвовал в их походе против чуди в северную Эстонию. В 1226 году защищал княжество от литовцев с помощью Ярослава Всеволодовича новгородского, участвовал в битве под Усвятом, в которой и погиб. Сведений о семье и потомках не сохранилось.